# Universalisme masculí
L'universalisme masculí és una concepció del món asexualitzada i homogènia des del punt de vista de l'home (humà mascle). Altrament dit, és un tipus de fals universalisme que inclou "tots els homes" i invisibilitza i discrimina la resta de gèneres. És un tipus de discriminació i de violència envers les dones que manifesta el masclisme d'una cultura o societat, especialment de tipus estructural (vegeu micromasclisme). Va ser un concepte clau dels primers feminismes: "el món és un, els sexes són dos". Posteriorment, amb el desenvolupament de la teoria feminista i dels estudis de gènere, es va considerar que no calia dividir entre "home" i un altre sexe o gènere, ja que això promovia la visió binària dels rols sexuals.
Tanmateix, de vegades es fa servir per a accentuar visions suposadament «universalistes» que inclouen un biaix cognitiu sexista o masclista. Sovint, a la societat occidental s'ha considerat "universalista" quelcom que només ho és per a un home heterosexual, ric, blanc i occidental; és a dir, que l'estament és "universalista masculí, heretosexual, ric, blanc i occidental" i, en considerar això el punt de vista "universal", és masclista, homòfob, classista i racista.